# Eric is Here
Eric Is Here es un álbum de estudio de la banda de rock británica Eric Burdon & The Animals, publicado en 1967. El único miembro original de The Animals que grabó este álbum fue el cantante Eric Burdon, por lo que se optó por nombrar a la banda Eric Burdon & The Animals.

## Lista de canciones

### Lado A
1. "In the Night" (Tommy Boyce, Bobby Hart) 2:28
2. "Mama Told Me Not to Come" (Randy Newman) 2:15
3. "I Think It's Gonna Rain Today" (Randy Newman) 2:01
4. "On this Side of Goodbye" (Gerry Goffin, Carole King) 3:24
5. "That Ain't Where It's At" (Martin Siegel) 2:58
6. "True Love (Comes Only Once in a Lifetime)" (Bob Haley, Nevel Nader) 2:33

### Lado B
1. "Help Me Girl" (Scott English, Larry Weiss) 2:39
2. "Wait Till Next Year" (Randy Newman) 2:15
3. "Losin' Control" (Carl D'Errico, Roger Atkins) 2:45
4. "It's Not Easy" (Barry Mann, Cynthia Weil) 3:07
5. "The Biggest Bundle of Them All" (Ritchie Cordell, Sol Trimachi) 2:11
6. "It's Been a Long Time Comin'" (Jimmy Radcliffe, Joey Brooks) 2:42

## Créditos
- Eric Burdon – voz
- Vic Briggs - guitarra, piano
- John Weider - guitarra
- Danny McCulloch - bajo
- Barry Jenkins - batería